# Cadlina laevis
Espèce
Synonymes
- Cadlina boscai Tejedo, 1994[2]
- Cadlina repanda (Alder & Hancock, 1842)[2]
- Doris laevis Linnaeus, 1767[3]
- Doris obvelata (Müller, 1776)[3]
- Doris planulata (Stimpson, 1853)[3]
- Doris repanda (Alder & Hancock, 1842)[3]
- Echinochila laevis (Linnaeus, 1767)[3]

Cadlina laevis, communément appelé Cadlina atlantique ou Cadeline blanche, est une espèce de mollusques de l'ordre des nudibranches et de la famille des Cadlinidae.

## Description
Cadlina laevis est un mollusque gastéropode marin sans coquille. D'une longueur variant de 25 à 35 mm, pour une largeur d'environ 10 mm, ce nudibranche doridien possède un manteau blanc translucide de forme convexe, ponctué de papilles jaune pâle et de nombreuses petites taches blanches. Sa tête est dotée de deux rhinophores blancs lamellés et rétractiles, et ses branchies rétractiles, généralement au nombre de cinq — parfois six ou sept — composent un panache autour de son anus,,.

## Noms vernaculaires
- Cadeline blanche, dans le monde francophone[4],[5].
- White Atlantic doris ou white Atlantic cadlina, dans le monde anglophone[4],[5].

## Habitat
Les Cadelines blanches prospèrent sur les fonds marins jusqu'à 800 m de profondeur.

## Distribution
La limace de mer Cadlina laevis se rencontre dans l'océan Arctique, l'Atlantique Nord (mer de Norvège, mer du Nord et mer d'Irlande, notamment) jusqu'à Cap Cod, une presqu'île sur la côte est des États-Unis (Massachusetts), et en mer Méditerranée,,.